# Kasteel van Chémery
Het Kasteel van Chémery (Frans: Château de Chémery) is een kasteel in de Franse gemeente Chémery. Het kasteel is een beschermd historisch monument sinds 1926.